# NXT: New Year's Evil
New Year's Evil é um especial de televisão de luta livre profissional com tema de Ano Novo, atualmente produzido pela promoção americana WWE para sua marca de desenvolvimento NXT. O evento foi originalmente criado pela rival World Championship Wrestling (WCW) e produzido como um episódio especial do programa Monday Nitro na TNT, em 27 de dezembro de 1999. A WWE adquiriu a WCW em 2001, e após 21 anos desde aquele evento da WCW, a WWE reviveu o New Year's Evil em 2021 como um episódio especial anual do NXT na USA Network, que é transmitido no início de janeiro.

## História
Em 27 de dezembro de 1999, a antiga promoção de luta livre profissional World Championship Wrestling (WCW) produziu um especial de televisão com tema de Ano Novo intitulado New Year's Evil, que foi transmitido na TNT como um episódio especial do programa principal da WCW, Monday Nitro. Este seria o único evento New Year's Evil produzido pela WCW, e em março de 2001, a empresa foi adquirida pela WWE, na época ainda conhecida como World Wrestling Federation (WWF; renomeada para WWE em maio de 2002). Em 6 de dezembro de 2020, após 21 anos desde aquele evento da WCW, a WWE anunciou que reviveria o New Year's Evil para ser realizado em sua marca de desenvolvimento NXT em 6 de janeiro de 2021, como um episódio especial do NXT, transmitido na USA Network. Antes desse especial, o evento com tema de Ano Novo da WWE foi o New Year's Revolution, um evento de pay-per-view realizado de 2005 a 2007.
Um segundo NXT: New Year's Evil foi agendado para ser realizado como o episódio de 4 de janeiro de 2022 do NXT. Isso, por sua vez, estabeleceu o New Year's Evil como um especial anual de televisão do NXT, realizado no início de janeiro. O evento de 2024 foi realizado como parte da programação especial de uma semana da WWE com shows temáticos de Ano Novo, chamada New Year's Knockout Week.

## Eventos
| 1                                                   | WCW Monday Nitro: New Year's Evil | 27 de dezembro de 1999 | Houston, Texas          | Astrodome              | Kevin Nash (c) vs. Sid Vicious e The Wall em uma luta handicap 2-contra-1 na primeira rodada do torneio Lethal Lottery pelo Campeonato de Duplas da WCW | [ 6 ]  |
| 2                                                   | NXT: New Year's Evil (2021)       | 6 de janeiro de 2021   | Orlando, Flórida        | WWE Performance Center | Finn Bálor (c) vs. Kyle O'Reilly pelo Campeonato do NXT                                                                                                 | [ 7 ]  |
| 3                                                   | NXT: New Year's Evil (2022)       | 4 de janeiro de 2022   | Orlando, Flórida        | WWE Performance Center | Tommaso Ciampa (c) vs. Bron Breakker pelo Campeonato do NXT                                                                                             | [ 8 ]  |
| 4                                                   | NXT: New Year's Evil (2023)       | 10 de janeiro de 2023  | Orlando, Flórida        | WWE Performance Center | Battle Royal de 20 mulheres para determinar a desafiante número #1 pelo Campeonato Feminino do NXT no NXT Vengeance Day                                 | [ 9 ]  |
| 5                                                   | NXT: New Year's Evil (2024)       | 2 de janeiro de 2024   | Orlando, Flórida        | WWE Performance Center | Trick Williams vs. Grayson Waller pela oportunidade de título de Williams pelo Campeonato do NXT como vencedor do Iron Survivor Challenge               | [ 10 ] |
| 6                                                   | NXT: New Year's Evil (2025)       | 7 de janeiro de 2025   | Los Angeles, Califórnia | Shrine Expo Hall       | Trick Williams (c) vs. Oba Femi vs. Eddy Thorpe pelo Campeonato do NXT                                                                                  | [ 11 ] |
| (c) – refere-se ao(s) campeão(es) indo para a luta. |                                   |                        |                         |                        | |        |